# Conquesta musulmana del Magrib
La conquesta islàmica del Magrib és un procés que s'emmarca dins de l'expansió islàmica dels segles vii i viii. Aquest procés, malgrat la seva relativa rapidesa, va tenir alts i baixos; després d'un inicial desinterès per part d'Úmar ibn al-Khattab, a la seva mort es va iniciar la conquesta, que va portar com a conseqüència la unió i derrota de les tribus amazigues, la pèrdua del ric exarcat de Cartago per a l'Imperi Romà d'Orient, i l'oportunitat per als musulmans de continuar la seva expansió fins a Europa.

## Introducció
La història del Magrib no s'inicia amb la conquesta musulmana; ja va conèixer la presència de l'antiga Roma al litoral del Marroc i de Tunísia, i fins a 200 quilòmetres terra endins el cristianisme es va implantar amb una Església cristiana d'Àfrica molt activa (sant Agustí, per exemple, era d'origen amazic). En el moment de la conquesta àrab, el Magrib era una dependència de l'Imperi Romà d'Orient i gairebé autònom, divergent amb la resta de l'imperi per la interpretació del cristianisme.